# Нуша Деренда
Нуша Деренда (рођена Анушка Жнидершич 30. марта 1969. у Брежицама, СФР Југославија) је словеначка певачица која је представљала Словенију на Песми Евровизије 2001. у Копенхагену, где је освојила 7. место.

## Биографија
Са две и по године њени родитељи су постали свесни њеног талента за певање. Увек је волела да пева и наступа пред публиком. Музика је била саставни део њеног детињства. Певала је у хоровима, наступала као солиста, похађала музичку школу и научила да свира хармонику. Непосредно пре завршетка основне школе, Нуша се придружила бенду младих музичара.
Иако је првобитно желела да постане васпитачица и да ради пола радног времена у вртићу годину дана, наставила је да пева са бендом и путовала широм Европе. 1990. њен бенд се распао и Нуша је са својим партнером Френком основала нову групу. До тада су већ постали професионални и обишли су Југославију, Немачку и Швајцарску, а три пута су били позвани у САД. Уследило је седам година успеха и мукотрпног рада, јер је њихов чин извео до 150 концерата у једној години. Од 1998. године Деренда углавном ради са групом под називом Happy Hour, са којом снима музику у студију и наступа уживо.

## Награде
Френк и Нуша Деренда су се венчали 1995. и почели да размишљају о трајном настањивању у Словенији. Већ неко време је сањала да направи албум. Ову амбицију је 1999. остварила ЦД-ом Вземи ме ветер: насловна нумера као и ЦД написала је њена пријатељица Мајда Арх. Ова песма је Нуши донела прво место на словеначком ТВ такмичењу Орион. На Словенској попевки 1999. Нуша је добила награду за најбољу певачицу, а на фестивалу ММС (Мелодије мора и сунца) другу награду публике са песмом Богиња коју су написали Урша, Матјаж Влашич и Боштјан Грабнар. Исти тим текстописаца помогао јој је да победи на такмичењу Орион 2000 са песмом "Чез двајсет лет". Ова група текстописаца пратила ју је и на фестивалу ММС 2000 (Мелодије мора и сунца). Нуша Деренда отпевала је песму „Не кличи ме“ и по други пут освојила награду публике.
У новембру 2000. године одржан је први ХИТ фестивал, а победила је са песмом "Ни ми жал". У децембру исте године издала је ЦД са истим насловом.

### Евровизија 2001
Победа на националном избору 2001. привукла је већу медијску пажњу и популарност. Учествовала је на Песми Евровизије 2001. у Копенхагену са песмом „Energy“ (Не, ни рес), где је завршила на седмом месту, постигавши најбољи резултат за Словенију.
| Бодова | Држава                                |
| ------ | ------------------------------------- |
| 12     | —                                     |
| 10     | Босна и Херцеговина                   |
| 8      | Хрватска                              |
| 7      | Шведска                               |
| 6      | Норвешка, Исланд, Пољска              |
| 5      | Естонија                              |
| 4      | Холандија, Русија, Литванија, Немачка |
| 3      | —                                     |
| 2      | Шпанија, Ирска                        |
| 1      | Израел, Француска                     |

## Дискографија
- 1999 Вземи ме ветер
- 2000 Ни ми жал
- 2001. Фестивали
- 2002 На четири очи
- 2004 Највеће успешнице (1998—2004)
- 2005 Нуша за отроке
- 2008 Престиж
- 2013 За старе часе